# Герань тёмно-бурая
Гера́нь тёмно-бурая, или красно-бурая (лат. Geránium phaeum) — вид многолетних травянистых растений рода Герань (Geranium) семейства Гераниевые (Geraniaceae).

## Синонимы
По данным The Plant List:
- Geranium austriacum Wiesb. ex Hayek
- Geranium fuscum L.
- Geranium hungaricum Wiesb. ex Grecescu
- Geranium lividum L'Hér.
- Geranium lividum var. caerulescens Murr
- Geranium montanum Bubani
- Geranium patulum Vill.
- Geranium phaeum var. atropurpureum Duftschmid
- Geranium phaeum subsp. austriacum Wiesb. ex Hayek
- Geranium phaeum var. balcanicum A.Terracc.
- Geranium phaeum f. hungaricum Wiesb. ex Gams
- Geranium phaeum var. maculatum Schur
- Geranium phaeum var. nodosum Schur
- Geranium phaeum f. pallidum Gortani & M.Gortani
- Geranium planipetalum Chaix
- Geranium subcoeruleum Dick ex Schleich.

## Ботаническое описание
Многолетнее травянистое растение.
Корневище нисходящее, узловатое, увенчанное остатками прилистников.
Стебли 30—70 см высотой, прямые, вверху разветвлённые, покрыты длинными оттопыренными волосками, вверху, кроме того, и железистыми.
Прикорневые листья на голых, длинных, 10—30 см длиной, черешках; пластинка их в очертании надрезана на 5—7 долей, широко клиновидно-ромбических и крупно надрезано-зубчатых; пластинки вверху покрыты прижатыми длинными волосками, снизу коротко опушённые или голые. Стеблевые листья менее крупные и на более коротких черешках. Прилистники яйцевидно-ланцетные, вдруг заострённые, волосистые, буроватые.
Цветоносы пазушные, 2—4 см длиной, волосистые, цветоножки до цветения поникшие, по отцветании отклонённые. Чашелистики 9—11 мм длиной, продолговато-яйцевидные, с коротким остроконечием, о трёх жилках, по краю и в основании с длинными волосками. Лепестки около 12 мм длиной, обратнояйцевидно-округлые, по краю волнистые, тёмные, пурпурово-бурые. Тычинки немного короче, в основании реснитчатые.
Створки плода вверху о 4—6 складках, в основании волосистые, клюв до 2,5 см длиной, тонко опушённый. Цветение продолжается с мая до июня, плоды созревают в июне — июле.

## Распространение и экология
Область распространения охватывает Южную и Среднюю Европу от Пиренейского полуострова до Днепра. На западе Украины обычна и нередко образует густые заросли даже в старых городских парках. В более северных районах иногда встречается как одичавшее. Иногда выращивается как декоративное растение.
Светлые широколиственные леса, среди кустарников, предпочитает умеренно затенённые места, чаще произрастает на опушках, где порой образует плотные заросли.
Относится к группе лесных гераней, факультативный гелиофит, мезофит, мезотроф. Сохраняет зимующие листья до весны.

## В культуре
Зоны морозостойкости: 3a—9b.
Теневыносливое растение, но растёт и на открытых местах.
Предпочитает плодородные, рыхлые почвы. Влаголюбивый вид, но способен переносить и засушливые периоды.
Цветение в июне, около 3 недель, согласно другому источнику 40—45 дней.
В условиях средней полосы России образует самосев. Растения из семян зацветают на второй год.

## Сорта
- 'Album'. Высота около 50 см, ширина около 35 см. Цветок около 25 мм в диаметре, белый. Возможно второе цветение в августе[7].
- 'Calligrapher'. Высота около 50 см, ширина около 35 см. Цветок около 25 мм в диаметре, сиреневый. Листья с коричневыми пятнами. Возможно второе цветение в июле-августе[8].
- 'Lisa'. Высота около 60 см, ширина около 50 см. Цветок около 25 мм в диаметре, фиолетово-коричневый. Листья весной желтовато-зелёные, пёстрые. Возможно второе цветение в июле-августе[9].
- 'Little Boy'. Высота около 15 см, ширина около 25 см. Цветок около 20 мм в диаметре, тёмно-фиолетово-коричневый. Возможно второе цветение в августе[10].
- 'Mourning Widow'. Высота около 50 см, ширина около 35 см. Цветок около 25 мм в диаметре, тёмно-фиолетово-коричневый. Стебли тёмно-коричневые. Возможно второе цветение в августе[11].
- 'Raven'. Высота около 50 см, ширина около 35 см. Цветок около 25 мм в диаметре, тёмно-фиолетово-коричневый. Возможно второе цветение в августе[12].
- 'Samobor' Elizabeth Strangman, 1990. Сорт найден во влажных лесах Хорватии. Назван в честь хорватского города Самобор. Зоны морозостойкости: 2—8. Отличается наличием фиолетовых пятен на листьях. Цветки на прямостоячих цветоносах. Сортовые признаки передаются при семенном размножении. Для сохранения декоративности листьев, их рекомендуется полностью срезать сразу по окончании цветения[13]. Высота около 50 см, ширина около 35 см. Цветок около 25 мм в диаметре, фиолетово-коричневый[14].
- 'Springtime'. Высота около 50 см, ширина около 35 см. Цветок около 25 мм в диаметре, фиолетово-коричневый. Листья весной золотисто-коричневые, пёстрые. Возможно второе цветение в июле-августе[15].